# ۶۸۵ (پیش از میلاد)
۶۸۵ (پیش از میلاد) ۶۸۵مین سال قبل از تقویم میلادی است.